# Silvija Sondeckienė
Silvija Sondeckienė (* 17. November 1942 in Kaunas; † 21. Januar 2023) war eine litauische Cellistin und Professorin.

## Leben
1949 bemerkten ihre Eltern Silvijas Begabungen und zogen deswegen nach Vilnius um. Zu dieser Zeit wurde ihr Vater nach Workuta (Sibirien) deportiert, um dort Kohle abzubauen. Er kehrte erst 1960 nach Litauen zurück.
1960 absolvierte Silvija die Čiurlionis-Kunstschule in Vilnius. Danach studierte sie zwei Jahre am Konservatorium Litauens und spielte im Kammerorchester Litauens. Von 1962 bis 1966 absolvierte sie ein Studium am Konservatorium Moskau bei dem Cellisten Mstislaw Leopoldowitsch Rostropowitsch. Von 1966 bis 1995 spielte sie wieder beim Kammerorchester Litauens. Ab 1966 lehrte sie an der Kindermusikschule Vilnius, im Juozas-Tallat-Kelpša-Musiktechnikum und danach 44 Jahre an der Musikakademie Litauens. Von 1970 bis 1972 studierte sie in der Aspirantur als Fernstudium am Konservatorium Moskau. Sie lehrte als Professorin an der Musikakademie. Dort bereitete sie über 40 Cellisten vor.

## Familie
Sondeckienė war Witwe. Ihr Ehemann war Saulius Sondeckis (1928–2016), Dirigent und Professor. Sie lernten einander in der Čiurlionis-Kunstschule kennen. Sondeckis, damals Student, arbeitete als Konzertmeister der Schule und leitete das Schulorchester, in dem Silvija als Schülerin spielte. 1967 heiratete sie Saulius Sondeckis, als dieser 1963 von seiner ersten Frau geschieden wurde.
Beide Söhne sind Musiker. Sie leben im Ausland. Vytautas Sondeckis (* 1972) ist stellvertretender Solo-Cellist beim NDR Sinfonieorchester. Paulius Sondeckis ist Geiger und lebt in Österreich.
Sie starb am 21. Januar 2023.